# روبرت ويتيكر (عالم بيئة)
روبرت هاردينغ ويتيكر (بالإنجليزية: Robert Harding Whittaker)‏(27 ديسمبر، 1920 – 20 أكتوبر، 1980) كان عالم بيئة وعالم نباتات أمريكي، نشط من العقد 1950 إلى العقد 1970.
ولد في ويتشيتا، كانساس، حصل على بكالوريوس في الفنون من كلية بلدية واشبورن، وبعد الخدمة العسكرية حصل على دكتوراه في الفلسفة من جامعة إلينوي. وضع نظام ويتيكر لتصنيف الكائنات الحية. وتوفي في 20 أكتوبر، 1980 بسبب سرطان الرئة.